# بوردسهولم (آمت)
بوردسهولم (به آلمانی: Amt Bordesholm) یک منطقهٔ مسکونی در آلمان است که در شلسویگ-هولشتاین واقع شده‌است. بوردسهولم ۱۴٬۳۹۷ نفر جمعیت دارد.